# Tắc kè lùn Okavango
Tắc kè lùn Okavango hay Tắc kè xanh điện (danh pháp hai phần: Lygodactylus chobiensis) là một loài bò sát thuộc Cận bộ Tắc kè. Loài này được tìm thấy ở Okavango và được Arthur Loveridge phân loại vào năm 1952.